# (13844) 1999 XW34
A (13844) 1999 XW34 a Naprendszer kisbolygóövében található aszteroida. A LINEAR projekt keretében fedezték fel 1999. december 6-án.